# Nikolaus Otto

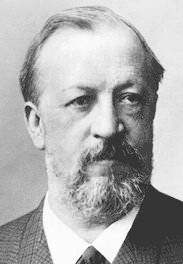
Nicolaus Otto

Nicolaus August Otto (sinh 10 tháng 6 năm 1832 tại Holzhausen an der Haide, Nassau – mất 26 tháng 1 năm 1891 tại Köln) là một nhà phát minh người Đức, ông là người đã phát minh ra Động cơ đốt trong đầu tiên có thể đốt cháy trực tiếp nhiên liệu một cách hiệu quả trong buồng Piston. Dù trước đó đã có vài loại động cơ đốt trong được phát minh (ví dụ như của Étienne Lenoir), tuy nhiên những loại động cơ đó không dựa trên bốn chu kỳ quay riêng biệt. Lý thuyết về bốn chu kỳ quay đã hình thành vào khoảng giai đoạn có sự ra đời phát minh của Otto, nhưng ông là người đầu tiên áp dụng thành công vào thực tế.